# Laicismo

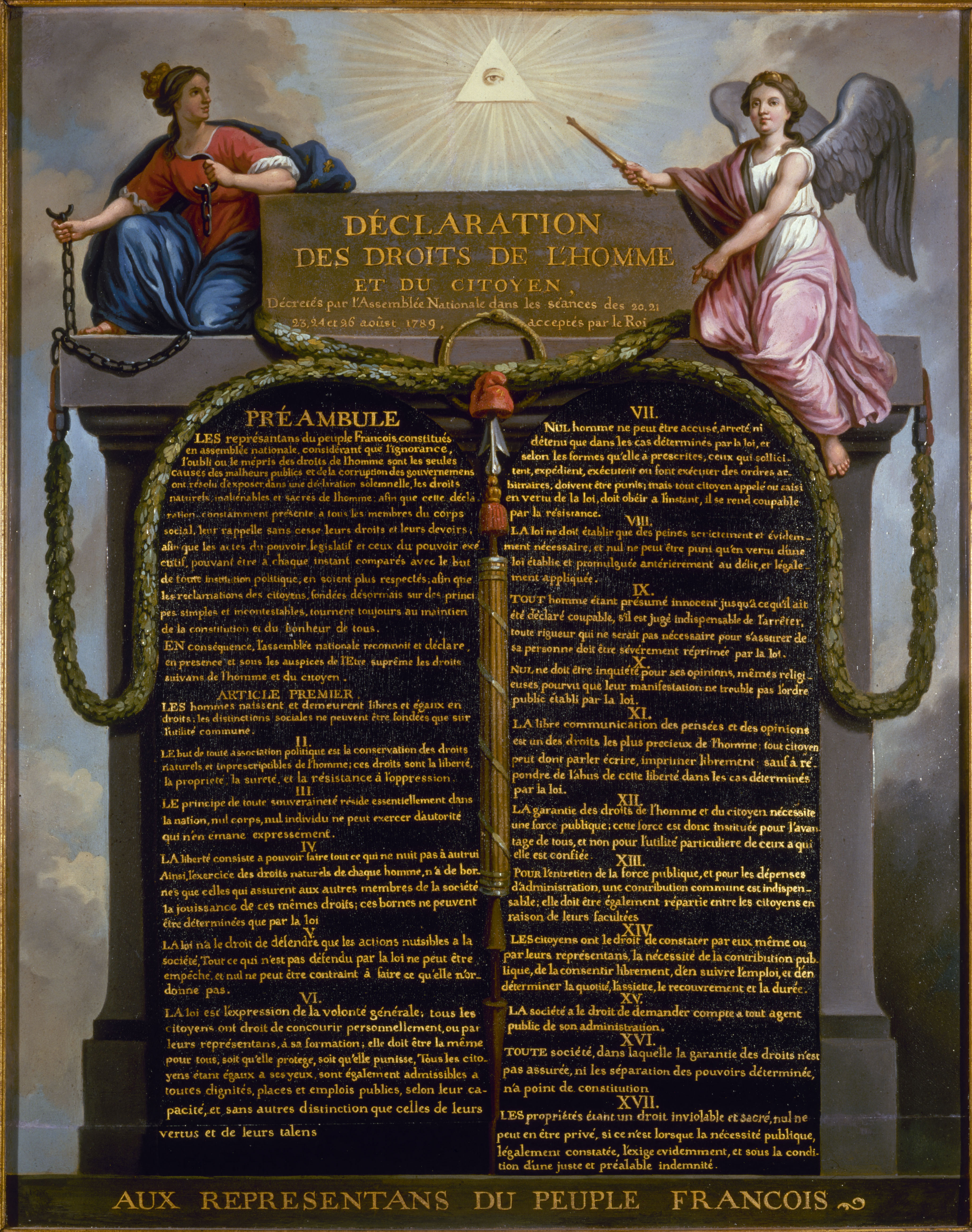
La Declaración Universal de los Derechos Humanos garantiza la libertad de pensamiento, de conciencia y de religión.

El laicismo es la doctrina, corriente de pensamiento, ideología, movimiento político, legislación o política de gobierno de lo laico, que defiende o favorece la existencia de una sociedad organizada de manera aconfesional, es decir, de forma independiente o, en su caso, ajena a los preceptos de las confesiones religiosas. Su ejemplo más representativo es el «Estado laico» o «no confesional».
El concepto de «Estado laico», opuesto al de «Estado confesional», surgió históricamente de la separación Iglesia-Estado que tuvo lugar en Francia a finales del siglo XIX, aunque la separación entre las instituciones del Estado y las Iglesias u organizaciones religiosas se ha producido, en mayor o menor medida, en otros momentos y lugares, normalmente vinculada a la Ilustración y a la Revolución liberal.
Los laicistas consideran que su postura garantiza la libertad intelectual además de la no imposición de las normas y valores morales particulares de ninguna religión o de la irreligión. El laicismo busca la secularización del Estado. Se distingue del ateísmo de Estado, en cuanto busca la neutralidad del mismo; y del anticlericalismo y la antirreligión radicales, en cuanto no condena la existencia y práctica de las religiones.

## Laicidad y laicismo
Existe un debate acerca de si los términos «laicidad» y «laicismo» significan lo mismo o no.

### Significados divergentes
Quienes defienden que «laicidad» y «laicismo» no son sinónimos atribuyen al laicismo un sentido negativo de hostilidad o indeferencia hacia la religión. Frente a ese laicismo defienden la «laicidad positiva», en la que el Estado no es confesional pero tampoco es neutral hacia la religión, a la que considera algo bueno, como se puede apreciar en las dos citas siguientes:

Aunque laicidad es término cada vez más frecuentemente utilizado en español y se encuentra registrado en los correspondientes bancos de datos de la Real Academia, aún no ha sido objeto de acogida oficial en el Diccionario de ésta (el DRAE) , en el que sólo encontramos precisamente laicismo. Esto sin duda explica que sea este término —laicismo— el que todavía más se utiliza para significar también esa nota positiva del Estado que aquí consideramos mejor expresada con el término laicidad. Y por la ambigüedad que envuelve a ambos sustantivos —laicidad y laicismo— se ven también inevitablemente afectados los usos que se hacen de los adjetivos laico y laicista. Los borrosos y permeables contornos significativos de laicidad y laicismo los exponen a unos usos pegajosamente sinonímicos, fuente de equívocos y alimento de sofismas. Se explica así, por una parte, la habilidad con que unos trasladan a laicismo (como si éste fuera el único que le correspondiera) el sentido positivo que puede y debe atribuirse a laicidad y la facilidad con que otros transfieran al término laicidad las connotaciones negativas de las que laicismo no consigue desprenderse.

Laicidad: Mutuo respeto entre Iglesia y Estado fundamentado en la autonomía de cada parte.
Laicismo: Hostilidad o indeferencia contra la religión.
La laicidad del Estado se fundamenta en la distinción entre los planos de lo secular y de lo religioso. Entre el Estado y la Iglesia debe existir, según el Concilio Vaticano II, un mutuo respeto a la autonomía de cada parte.
¡La laicidad no es el laicismo!
La laicidad del estado no debe equivaler a hostilidad o indiferencia [sic] contra la religión o contra la Iglesia. Mas bien dicha laicidad debería ser compatible con la cooperación con todas las confesiones religiosas dentro de los principios de libertad religiosa y neutralidad del Estado. 
La base de la cooperación está en que ejercer la religión es un derecho constitucional y beneficioso para la sociedad.

El uso de indeferencia e indiferencia no es equivalente: Mientras que la indeferencia es la falta de deferencia o respeto debido, en este caso a cosas sagradas (con lo que se relaciona con la profanación, tratar lo sagrado igual que lo profano); el indiferentismo o indiferencia en materia religiosa es un concepto ligado a la postura pública del gobernante o del individuo ante la religión, en el contexto de la Reforma protestante: Por un lado a la tolerancia religiosa con que los reyes podían escoger tratar a la disidencia en materia religiosa (mientras Felipe II prefería «perder sus estados a gobernar sobre herejes»; Enrique IV ganó el trono de Francia gracias al compromiso de tolerancia del Edicto de Nantes y convirtiéndose de protestante en católico —«París bien vale una misa»—). Por otro a la indiferencia personal con que los que a partir del Renacimiento se denominan libertinos se enfrentaban a la religión, postura muy minoritaria que en los siglos posteriores (XVII y XVIII) fue concretándose en diferentes posturas religiosas e intelectuales (el librepensamiento, el panteísmo, el agnosticismo y el ateísmo), y que desde finales del siglo XVIII y sobre todo en el siglo XIX y comienzos del siglo XX se popularizó como anticlericalismo.

### Sinonimia y debate interesado
Por otra parte, quienes consideran que «laicidad» y «laicismo» son sinónimos atribuyen a la otra parte un interés por crear un debate terminológico artificial con el fin de salvaguardar lo que califican de privilegios de las confesiones religiosas.

Ya sabían los sofistas griegos, que introducir diferencias terminológicas engañosas pueden darle ventaja a uno en el debate. Viene esto a cuento de la nueva táctica de los defensores de las prebendas religiosas de diferenciar entre laicidad y laicismo. Según ellos, la primera es justa y necesaria, pues implica un "justo" respeto a la libertad religiosa, mientras el segundo es pernicioso y ha de ser sañudamente combatido. Para subrayar la diferencia, la palabra "laicidad" vendrá siempre acompañada de adjetivos como "sana", "justa", "positiva", mientras que la palabra "laicismo" vendrá siempre adjetivada con "excluyente", "radical", "fundamentalista", o similares.

A pesar de las apariencias, y de las declaraciones de estos confesionalistas, no existe un "laicismo" malo, y una "laicidad" buena: el objetivo es confundir a la opinión pública para mantener un status quo que les privilegia. Así, gracias a esta falsa diferencia los defensores de la "laicidad" argumentan que el Estado español es ya un Estado laico, y que por lo tanto no es necesario hacer reforma alguna. A quienes somos defensores de la libertad de conciencia y la religiosa (llámesenos "laicistas", "laicidistas" o como se desee) nos parece raro un Estado laico que recauda dinero para una (o varias) confesión religiosa, que subvenciona con cargo a los presupuestos lo que los ciudadanos no aportan para el mantenimiento de su culto y clero, que paga sus colegios, que abre las escuelas públicas a la enseñanza de su religión, que además paga el sueldo de sus formadores religiosos que eligen sus dirigentes, que exime de impuestos a sus actividades, que repara y mantiene sus templos, que da carácter civil a sus fiestas, que concelebra con sus jerarcas misas, romerías y procesiones, etc. ¡Qué Estado laico tan raro!

En resumen, laicismo y laicidad son la misma cosa pues ambos significan lo mismo: no a la injerencia del Estado en la religión (ni en contra ni a favor), ni de la religión en el Estado.

## Símbolo

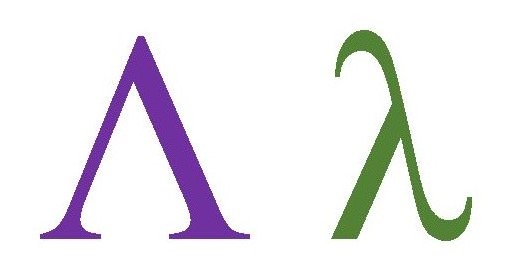
La letra lambda, en mayúscula y en minúscula, anagramas utilizados para representar el laicismo.

El laicismo o la laicidad han sido representadas mediante la letra lambda (undécima del alfabeto griego), en mayúscula (Λ) y en minúscula (λ). El anagrama fue escogido fundamentalmente porque la letra lambda era la inicial de la palabra laós (laos), antecedente etimológico de “laico”, que tuvo un significado cercano al de conjunto indiferenciado de seres humanos (multitud, pueblo, asamblea, etc.), de modo que el símbolo incardinaría la significación esencial y original del laicismo: la igualdad.

## Laicismo, secularismo y secularización
El laicismo o laicidad puede entenderse como la dimensión político jurídica del secularismo o proceso histórico de secularización que dejó a la Iglesia al margen del poder.

Curiosamente, la secularización, que es un rasgo distintivo de la modernidad, tiene su origen eclesiástico, de derecho canónico (...) fue utilizado en Múnich en mayo de 1646 durante los debates sobre la paz de Westfalia por el embajador francés Longueville para señalar el paso de propiedades religiosas a manos seculares. Este mismo sentido se mantiene aún en la voz secularización de la enciclopedia. La extensión semántica del término se produce con un lento proceso de afirmación de una competencia secular-laica y estatal sobre sectores de la realidad, de la cultura, del arte y de la ciencia hasta entonces controlados por la Iglesia a través de la teología, especialmente a partir de la ruptura de la unidad religiosa en el siglo XVI. Los juristas regios franceses, los llamados "políticos", lanzaban un eslogan para alejar a los teólogos de los problemas temporales: "Silete, theologi in munere alieno" ("Callad, teólogos en poder ajeno"). La tolerancia como respuesta a las guerras de religión suponía el derecho a adorar a Dios de acuerdo con la conciencia y también el primer origen histórico de los derechos humanos. Fue un impulso grande a la secularización, que no dañaba a las creencias, sino a la presencia excluyente y autoritaria de la Iglesia. Estamos ante una progresiva mundanización de la cultura y de los saberes y de las relaciones sociales que se desarrollarán y culminarán en el Siglo de las Luces, donde la autonomía del hombre supera la necesidad de mediación de la fe.

Cabe destacar que es en la República Mexicana, precisamente durante la llamada "Guerra de Reforma" que los liberales mexicanos consolidaron la separación jurídica entre la Iglesia Católica y el Estado a través de varias disposiciones, resaltando entre ellas, la Constitución de 1857, en la que se decreta la laicidad en la educación pública; junta a esta disposición suprema hay que resaltar la importancia de la Ley de Desamortización de los Bienes de la Iglesia del 12 de julio de 1859, como culminación del referido proceso. A partir de ese momento, la separación Iglesia-Estado rige los principios constitucionales del país.

Dice Giacomo Marramao en la pág. 19 de su "Cielo y Tierra. Genealogía de la secularización" que esta opinión sobre el origen de la palabra es errónea. Dice textualmente: "En realidad esta convicción ―cuya exclusiva base filológica estaba constituida por una indicación ofrecida por Johann Gottfried von Meiern en su edición del 1734 del Acta pacis westphalicae publica―4 era, como se ha demostrado recientemente,5 errónea. La referencia a la saecularisatio aparece ya a partir de los últimos decenios del siglo XVI en los debates entre canonistas franceses (y sobre todo en juristas como Jean Papon y Pierre Grégoire), pero con otro significado: el del transitus de regularis a canonicus, es decir,el paso de un religioso «regular» al estado «secular»;6 o más en general, como está documentado por otros estudios, «reducción a la vida laica de quien ha recibido órdenes religiosas  o  vive  según  la  regla conventual».7"
Las notas a que referencia son estas:
"5.Véase Strätz 1984, págs. 789 y sigs.
6.Papon 1559, pág. 7; Grégoire 1592, pág. 10; id., 1661, pág. 250.
7.Por ejemplo, Bergantini 1745. Pero véase también la definición de «secularización» en Devoto-Oli 1990, pág. 1747: «Transferir un religioso del clero regular al clero secular; refl. pasar de un estado a otro pidiendo la anulación de los votos religiosos (a los que están sujetos los pertenecientes al clero regular)»."</ref>

## El laicismo moderno

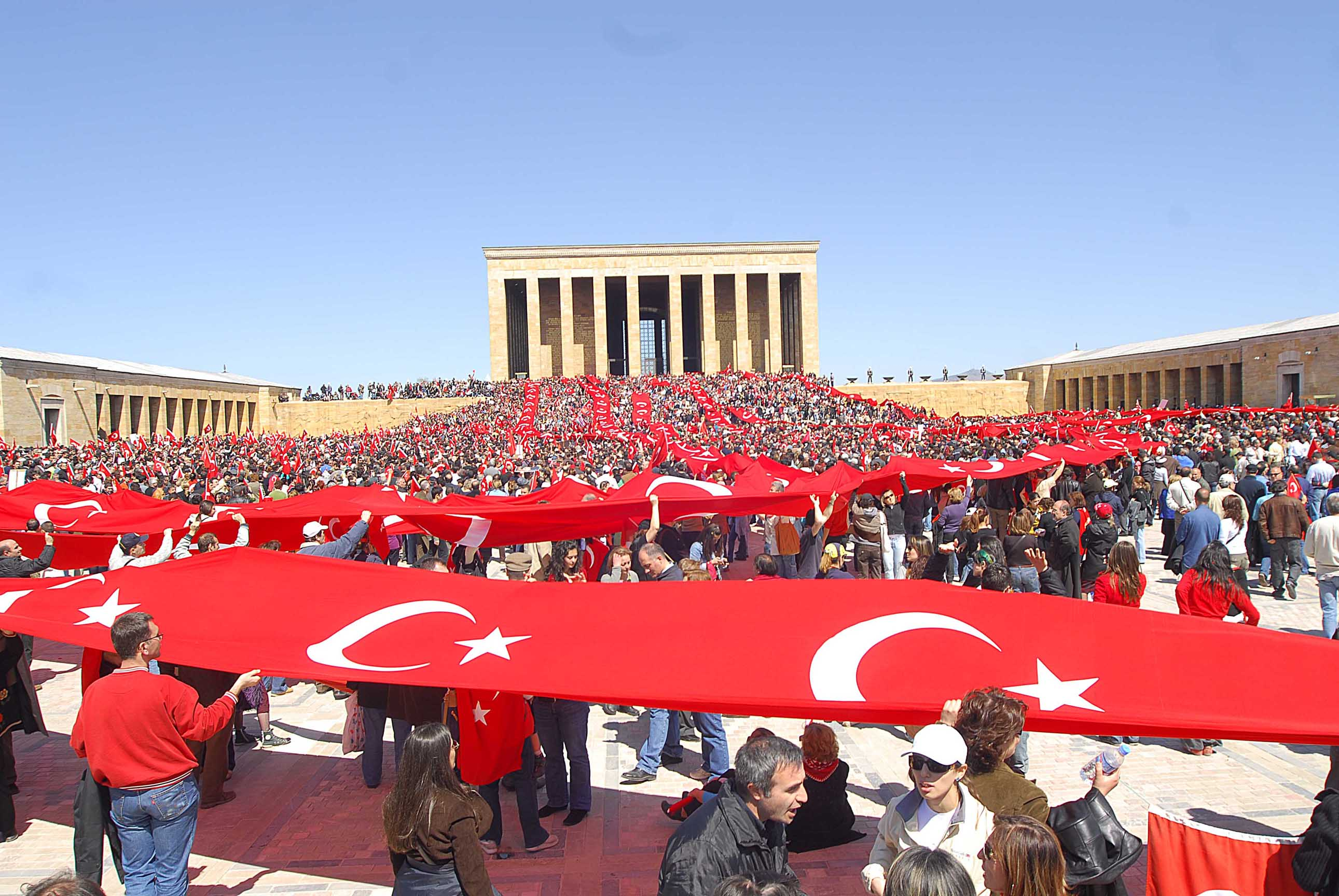
Protesta en Ankara a favor del laicismo del estado turco frente al mausoleo de Mustafa Kemal Atatürk, fundador del estado aconfesional de la moderna Turquía.

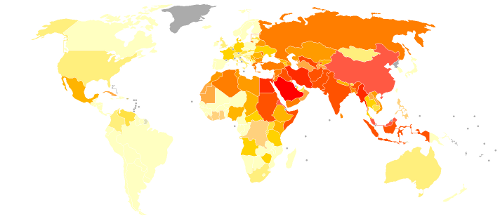
Libertad de culto por país (Pew Research Center en 2009). Luz amarilla: baja restricción. Rojo: alta restricción a la libertad de religión.

Como queda expresado en la Introducción "El Laicismo, antecedentes históricos", del libro del profesor de la Universidad de Vigo Alberto Valín sobre el laicismo (Valín, A. Laicismo, educación y represión en la España del siglo XX, La Coruña, Ediciós do Castro, 1993, p.15), "el laicismo o secularismo, es una estructura de pensamiento politológicamente típica de la ideología liberal y que, más tarde, será seguida por otros idearios políticos como el anarquismo y el marxismo, tiene en la Historia de occidente sus precedentes más remotos en la Baja Edad Media, concretamente en aquella crisis política que, enmarcada por la época en que dio sus primeros pasos el Estado moderno, ofrece a la historia del lenguaje universal el significado actual de la voz "laico". Nos referimos a la conocida bula pontificia "Clericis laicos", decretada por aquel atribulado clérigo llamado Benedetto de Gaëtani, de sobrenombre papal Bonifacio VIII (1294-1303). Gaëtani, por medio de la redacción de este documento, va a segregar y oponer por primera vez en la Historia, estas dos palabras: clérigos-laicos. Voces éstas que, hasta ese momento (25 de febrero de 1296), eran entendidas como complementarias. Todo ello, enmarcado en la reñida y hasta dramática guerra de libelos, bulas y espadas, librada entre Felipe IV el Hermoso (1285-1314) rey de Francia, y el hasta ese momento omnipotente  absolutismo pontificio representado y dirigido por Bonifacio VIII.

Este término tomó su significado a partir de la raíz latina original para designar el impulso moderno (surgido durante el Siglo de las Luces) de los Estados, organizaciones y personas para la independencia de las instituciones respecto al poder eclesiástico, el deseo de limitar la religión al ámbito privado, particular o colectivo, de las personas y permitir mejores condiciones para la convivencia de la diversidad religiosa, poniendo al Estado de árbitro y, como reglas del juego, los derechos humanos. En los países de mayoría católica este proyecto se encontró con la oposición de la Iglesia, lo que dio nacimiento al conflicto clericalismo/anticlericalismo.

En general, los laicistas afirman que la laicidad es un principio indisociable de la democracia, porque las creencias religiosas no son un dogma que deban imponerse a nadie ni convertirse en leyes. Fernando Savater, profesor de ética y filósofo, dice que "en la sociedad laica tienen acogida las creencias religiosas en cuanto derecho de quienes las asumen, pero no como deber que pueda imponerse a nadie. De modo que es necesaria una disposición secularizada y tolerante de la religión, incompatible con la visión integrista que tiende a convertir los dogmas propios en obligaciones sociales para otros o para todos. Lo mismo resulta válido para las demás formas de cultura comunitaria, aunque no sean estrictamente religiosas".[cita requerida]

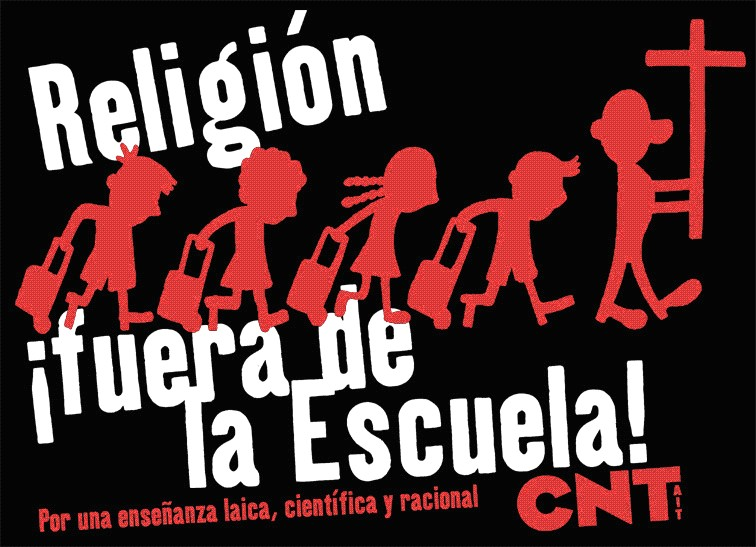
Cartel del sindicato español CNT en el que defiende una enseñanza laica, científica y racional

Un Estado laico de esta forma pretende alcanzar una mejor convivencia al ordenar las actividades de los distintos credos, asegurando la igualdad de todos ante la ley, y en muchos casos sirviendo como herramienta para someter el sentimiento religioso, pretendiendo así anteponer los intereses generales de la sociedad civil sobre los intereses particulares. En otros campos más específicos, por ejemplo la educación, se usa el término de educación laica cuando se defiende la enseñanza pública o privada manteniendo la independencia de la misma respecto a cualquier creencia o práctica religiosas.
En el siglo XIX francés la palabra laicización significó sobre todo el esfuerzo del Estado por sustraer la educación al control de las órdenes religiosas, ofreciendo una escuela pública controlada exclusivamente por el Estado igual para todos. La Iglesia católica se ha opuesto a esta visión del laicismo, pues considera que no garantiza la libertad religiosa y de culto de los católicos. La Iglesia Católica se acercó a las posiciones políticas más modernas, aproximándose a una renuncia al estado confesional, durante el Concilio Vaticano II y retrocediendo después a sus posiciones tradicionales[cita requerida]. Acepta un régimen de separación del Estado, pero puntualiza que esta "separación" no implica la renuncia a exigir que las leyes se amolden a sus posiciones doctrinales en los países que considera católicos, allí donde los bautizados son mayoría, en los que exige una posición especial. La Iglesia Católica distingue actualmente entre un estado laico, que reconoce la autonomía mutua de la Iglesia y el Estado en sus respectivas esferas, y el Estado laico, que se resiste a la tutela espiritual del Estado por parte de la Iglesia[cita requerida].

## Diferencia etimológica entre laicismo y ateísmo
Con frecuencia se confunden ambos términos. El Diccionario de la Real Academia Española dice que son derivados, respectivamente, de laico y de ateo:
Laico o laica es un adjetivo, y también se usa como sustantivo, que, proveniente del latín laĭcus, se aplica a aquella persona, en una de sus acepciones, «que no tiene órdenes clericales» y, en la otra, que es «independiente de cualquier organización o confesión religiosa». Según el DRAE es, en su primera acepción sinónimo de seglar: que no tiene órdenes clericales.
Ateo o atea es también un adjetivo, y también se usa como sustantivo, que, proveniente del latín athĕus (que a su vez proviene del griego αθεός), se aplica a aquella persona que «niega la existencia de Dios», según el DRAE.